# Laetiporus portentosus
Laetiporus portentosus är en svampart som först beskrevs av Miles Joseph Berkeley, och fick sitt nu gällande namn av Rajchenb. 1995. Laetiporus portentosus ingår i släktet Laetiporus och familjen Fomitopsidaceae.   Inga underarter finns listade i Catalogue of Life.

## Källor

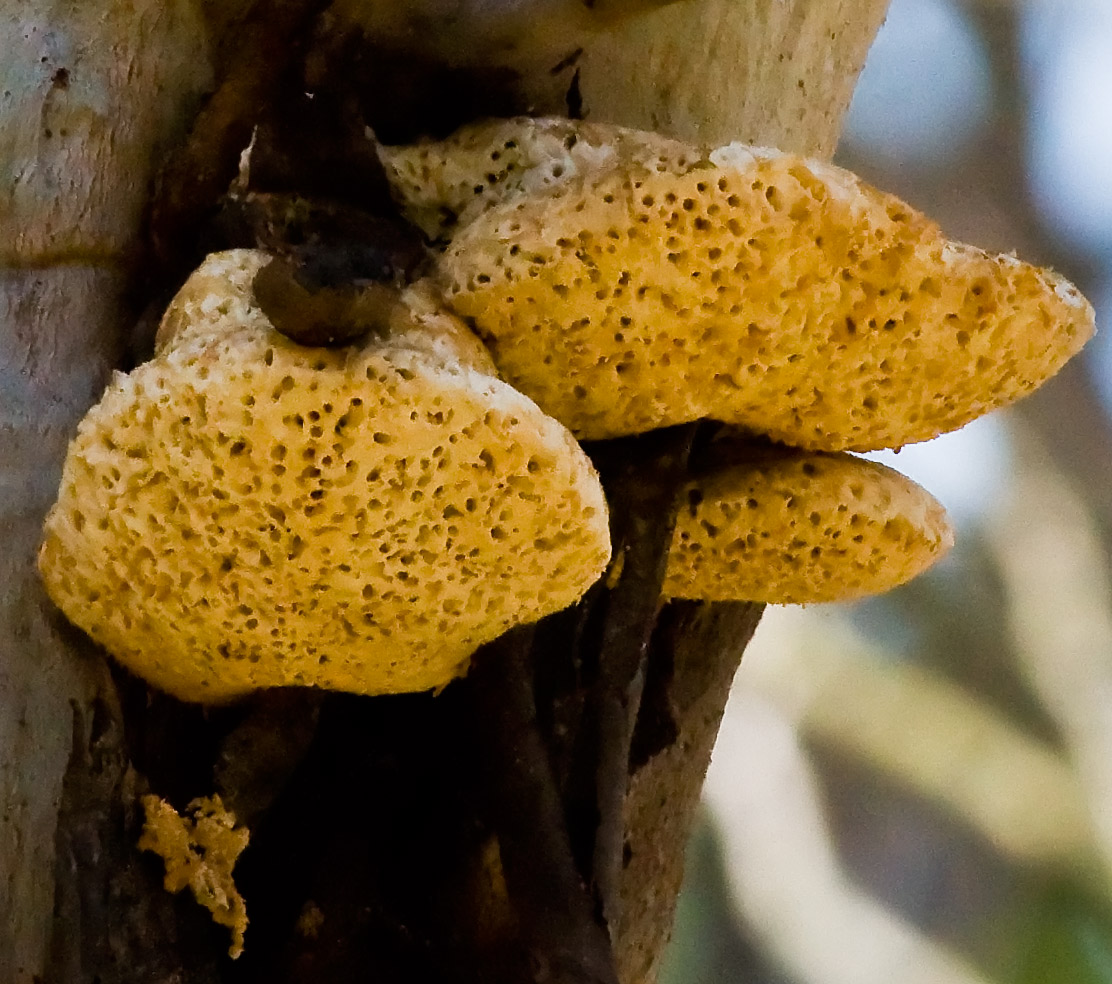
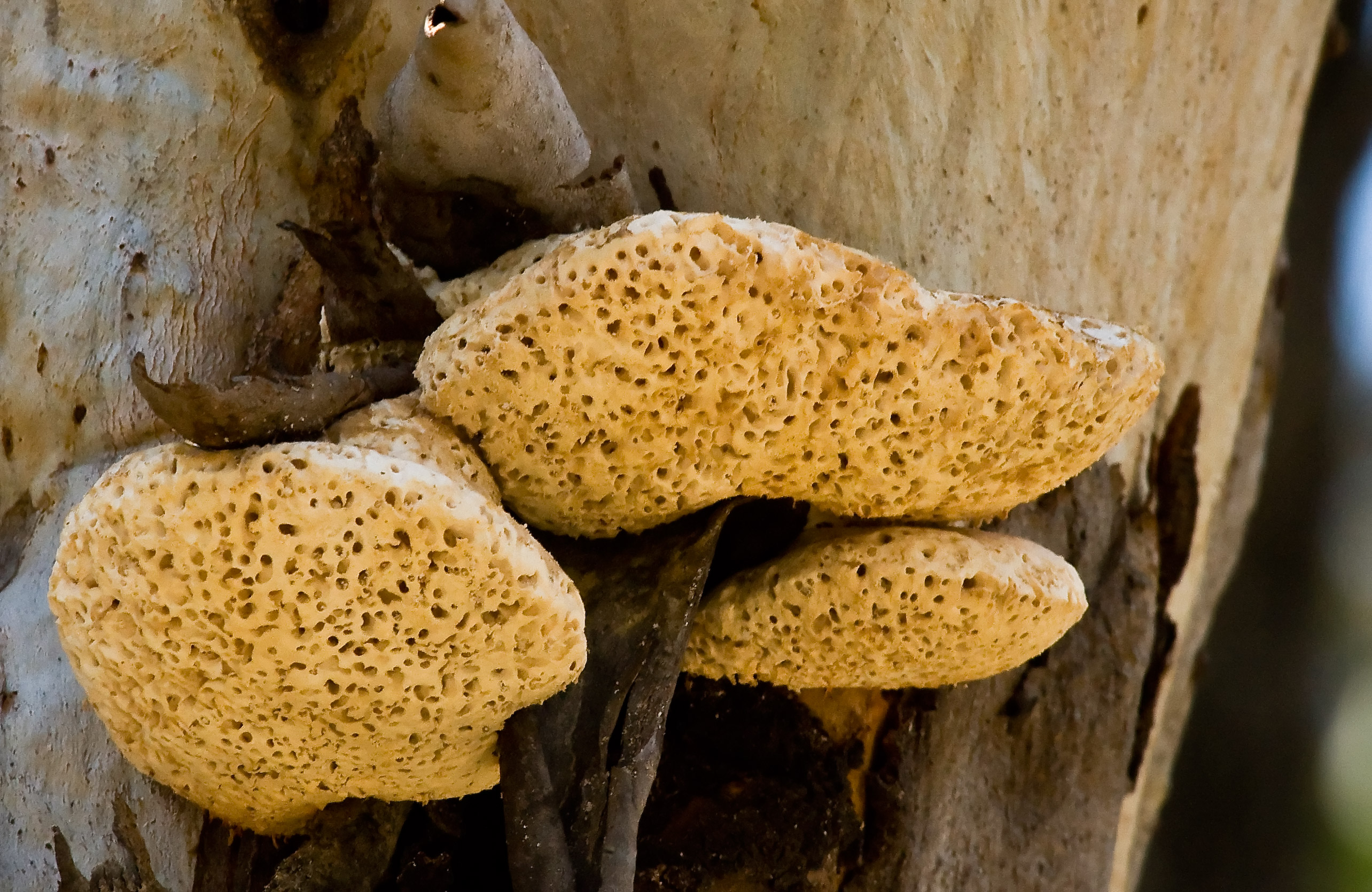
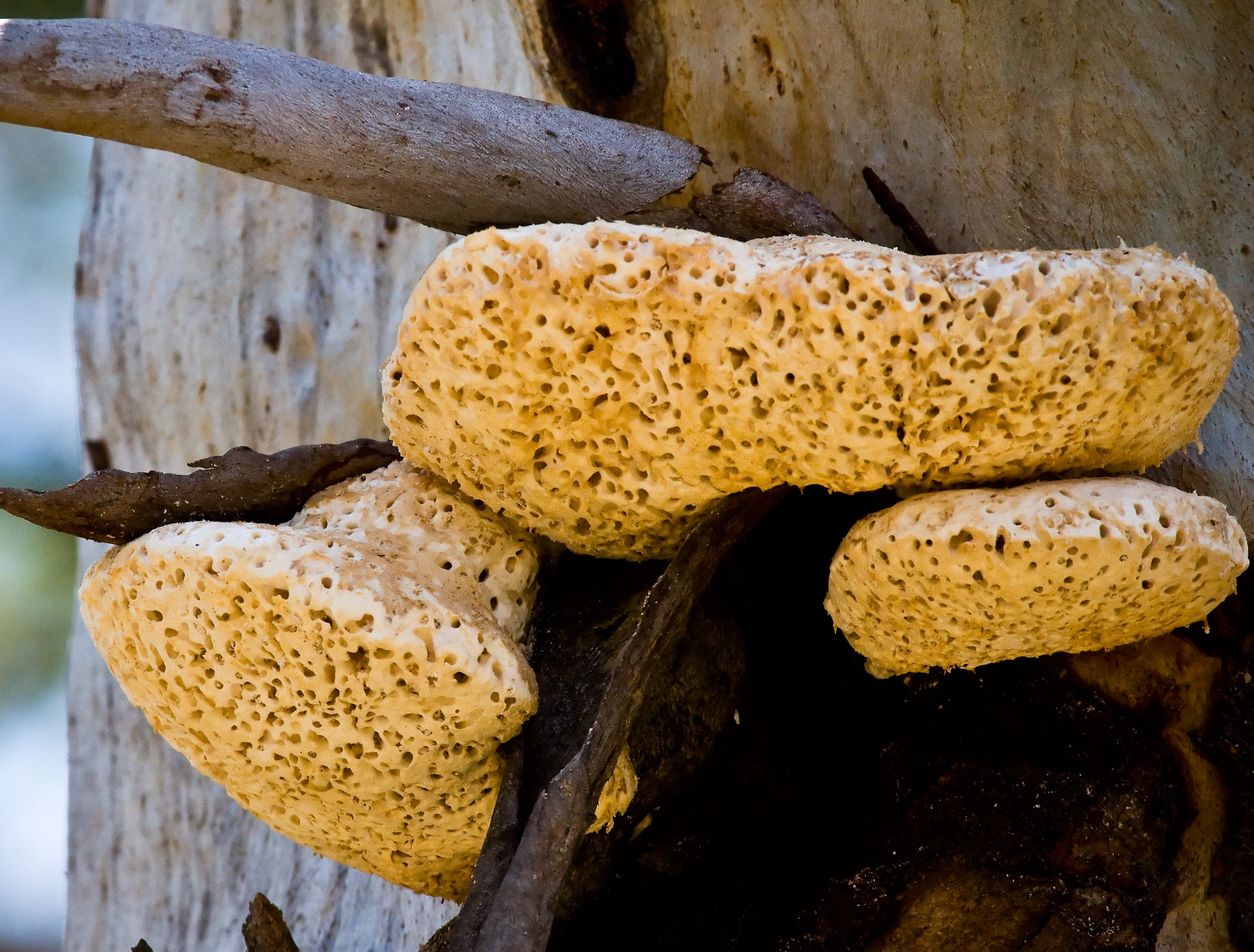
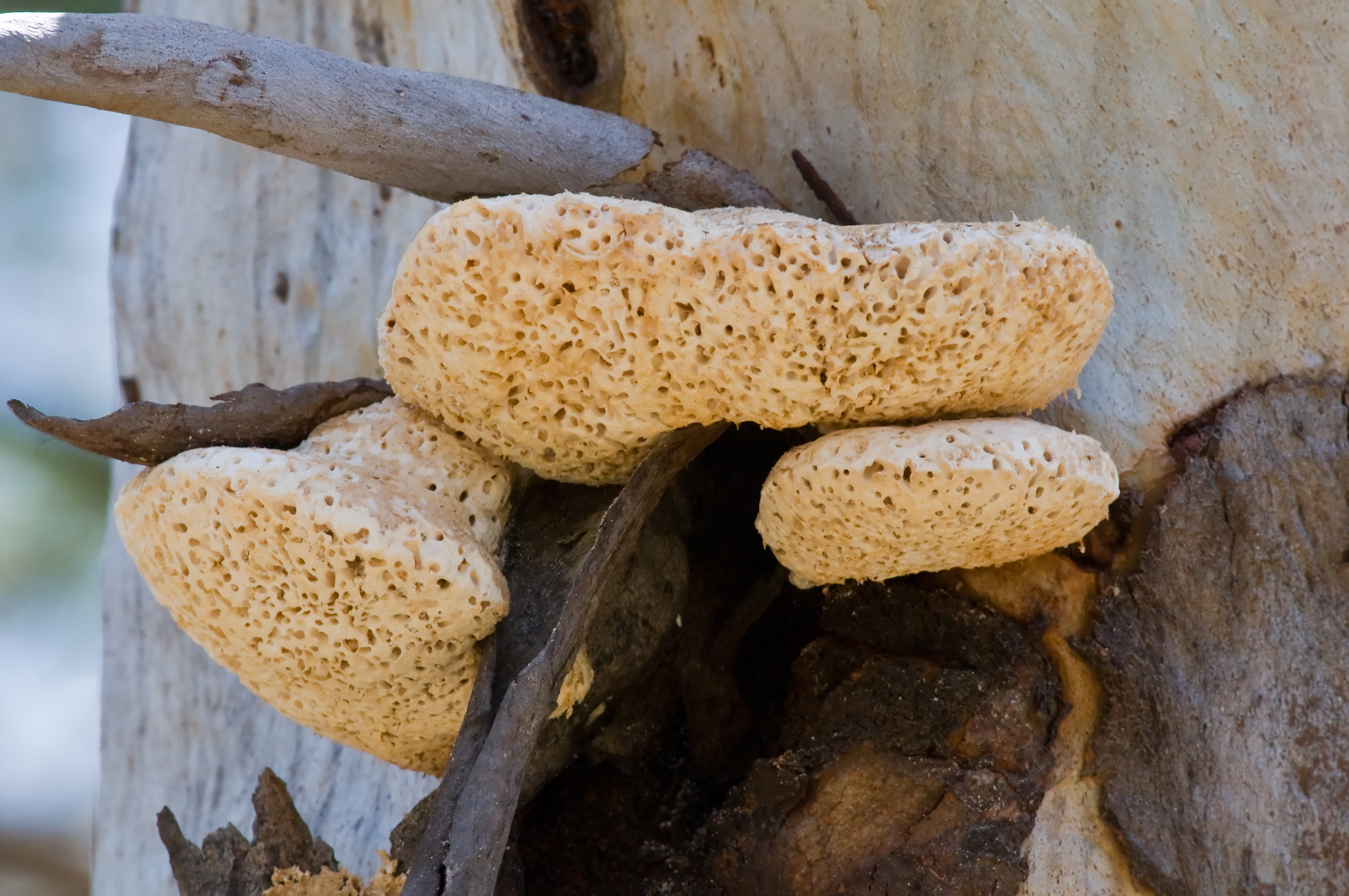